# 河原れん
河原 れん（かわはら れん、1980年12月29日 - ）は東京都出身の作家、脚本家。夫はスターダストプロモーション代表取締役の細野義朗。

## 経歴
東京女学館中学校・高等学校を経て2003年に上智大学法学部卒業。
卒業後、作家に転身。2007年3月『瞬（またたき）』（幻冬舎刊）で小説家デビュー。映画や書籍のプロデュース、ディレクションなど、クリエイターとしても活動する。無類の旅好きで、その経験を生かし、各国を紹介するラジオパーソナリティやグローバルニュースの海外特派員も務める。

## 作品リスト

### 小説
- 瞬（2007年3月 幻冬舎 / 2010年4月 幻冬舎文庫）
- 聖なる怪物たち（2011年5月 幻冬舎 / 2011年12月 幻冬舎文庫）
- ナインデイズ―岩手県災害対策本部の闘い（2012年2月 幻冬舎）
- 女優堕ち（2014年9月 KADOKAWA）

### 絵本
- ホホとロッソ宇宙へ行く（2011年4月 SDP）- 絵・おうみまい
- ホホとロッソ星をつかまえに行く（2011年9月 SDP）

### 映画脚本
- 余命（2009年2月7日公開、監督：生野慈朗、主演：松雪泰子、原作：谷村志穂）[2]
- HOKUSAI（2021年5月28日公開、監督：橋本一、主演：柳楽優弥、田中泯） - 企画・脚本[2]

### 書籍プロデュース
- ビューティ・オールマイティ（SDP）
- スパイダーウーマン（2010年1月 SDP）

### 翻訳
- 小公女セイラ（2009年9月 SDP）

### コミック原作
- ヴァンパイア・ヘヴン 上下巻（2013年 SDP）※テレビ東京でドラマ化されたもののスピンオフ作品。-絵・渡辺ゆうな

### その他
- バードフライ―あなたの手からはじまる幸せの一歩 (2004年8月 SDP)

## 映像化作品
映画
- 瞬 またたき（2010年6月19日公開、監督：磯村一路、主演：北川景子）

テレビドラマ
- 聖なる怪物たち（2012年1月19日-3月8日放送、全8話、テレビ朝日系、主演：岡田将生）
- 女優堕ち（2016年3月23日・30日放送、全2話、BS朝日、主演：森口瑤子）

## 出演
ラジオ
- Discovery Fright（2012年10月5日 - 、ニッポン放送）

映画
- HOKUSAI（2021年公開、SDP） - お栄 役